# Khawaja Zaka-ud-Din
Khawaja Zaka-ud-Din (Jalandhar, 27 ottobre 1936) è un hockeista su prato e allenatore di hockey su prato pakistano.
Ha partecipato ai Giochi di Città del Messico 1968, vincendo una storica medaglia d'oro, bissando il successo, questa volta come allenatore, ai Giochi di Los Angeles 1984.
Ai Giochi asiatici ha vinto 2 ori ed 1 argento.
Era il suocero dell'anch'esso hockeista su prato olimpionico Tanvir Dar.